# Раудзиньш, Джемс
Джемс Ра́удзиньш (латыш. Džems Raudziņš; 1 декабря 1910, Харбин — 13 декабря 1979, Перт) — латвийский баскетболист, чемпион Европы 1935 года.

## Биография
Учился на юридическом факультете Латвийского университета. Играл за университетскую команду «Университатес спортс», стал в её составе пятикратным чемпионом Латвии (1930, 1934—1937).
За баскетбольную сборную Латвии сыграл 18 матчей. На победном чемпионате Европы 1935 года не входил в стартовую пятёрку, но выходил на замену. Принял участие во всех 3 матчах, набрал 4 очка. На Олимпийских играх 1936 года в трёх матчах набрал 15 очков, а на чемпионате Европы 1937 года — 8 очков в 3 встречах.
Работал в Министерстве внутренних дел. В 1944 году бежал в Германию, позже переехал в Австралию. Его дочь Илзе также стала баскетболисткой.